# Doglioli & Civardi
Doglioli & Civardi is een Italiaans historisch merk van motorfietsen.
De bedrijfsnaam was: Ditta Doglioli & Civardi, Torino.
Dit was een klein bedrijf dat in 1929 motorfietsen ging produceren en aanvankelijk de 175cc-Norman-kopklepmotor inbouwde, later 173- tot 497cc-New Imperial-, MAS-, JAP- en Python-motoren.
De constructeur was Cesare Doglioli. Toen hij in 1935 bij een verkeersongeval om het leven kwam eindigde de productie.